# 미국 전쟁부
미국 전쟁부(美國戰爭部, The United States Department of War, the War Department)는 원래 미 육군을 지휘하고 관리하던 미국 내각 중 하나였다.
1798년에 미국 해군부, 1947년에는 미국 공군부로 나뉘어 졌다. 전쟁 장관이 관장했으며, 1789년에 창설되어 1947년 9월 18일에 미국 육군부와 미국 공군부로 나누고 미국 해군부와 통합하여 국가군사기구(National Military Establishment, NME)가 되었다. 이 국가군사기구는 1949년에 미국 국방부로 이름을 바꿨다.